# Johann David Passavant

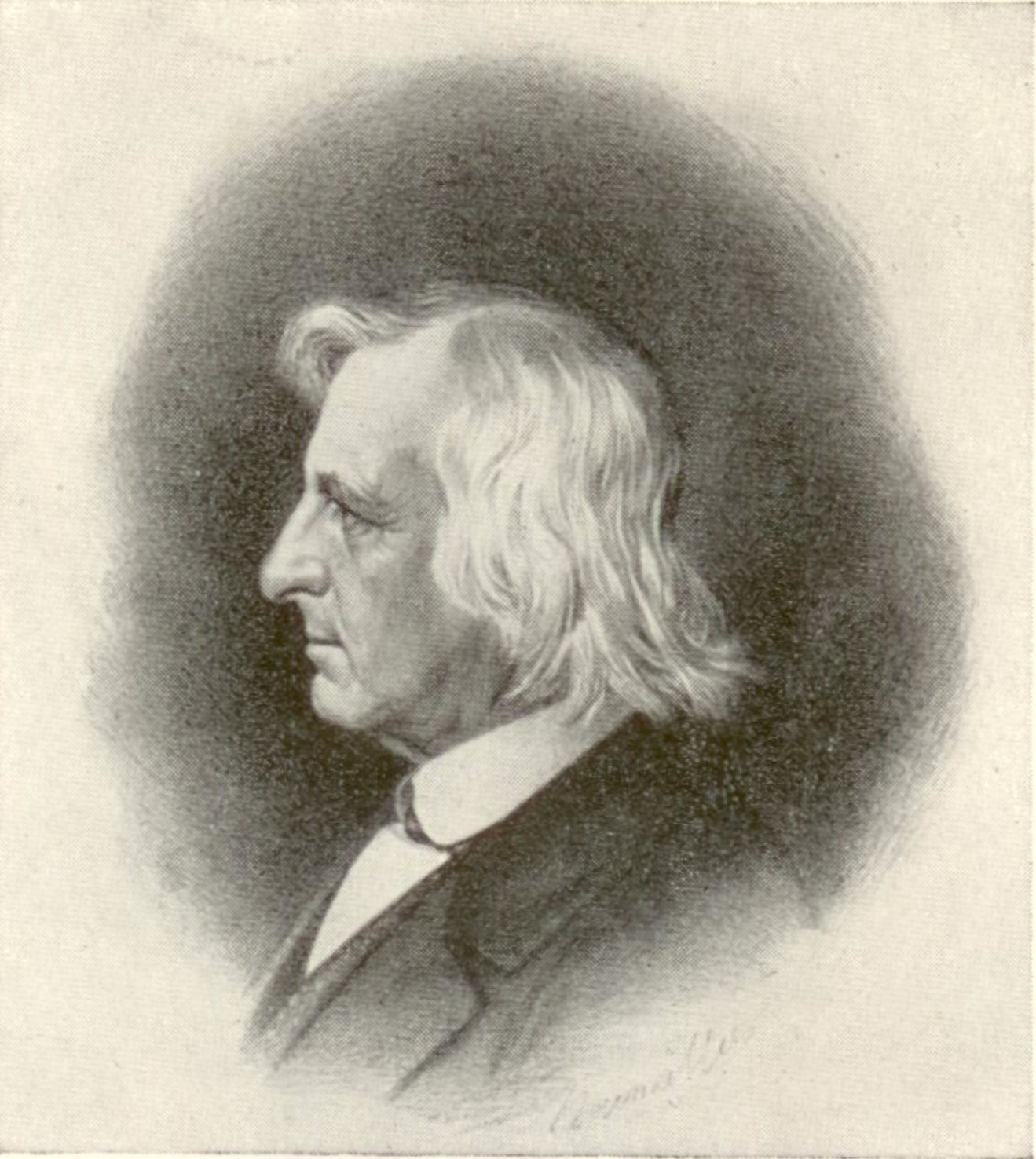
Johann David Passavant

Johann David Passavant, född 18 september 1787, död 17 augusti 1861, var en tysk målare och konstskriftställare.
Passavant övergick från köpmansyrket till måleriet och slöt sig under vistelse i Rom till nasarenernas religiöst inriktade skola. Sina främsta insatser gjorde han dock som forskare och författare. Betydelsefullt blev hans arbete om Rafael von Urbino und sein Vater Giovanni Santi (3 band, 1839-58, fransk upplaga i 2 band 1860). Passavant verkade från 1840 som ledare av Städelsches Kunstinstitution i Frankfurt am Main. Av bestående värde är även han verk om kopparstickare, Le peintre graveur (6 band, 1860-64).